# Sástó
A Sástó Magyarország legmagasabban fekvő tava a Mátra hegységben, Gyöngyös külterületén. Kiváló csónakázó- és horgászhely. 50 méter magas kilátótoronnyal rendelkezik.

## Fekvése
A szintén Gyöngyöshöz tartozó Mátrafüredtől északra fekszik, a 24-es főútvonal mentén. A tengerszint feletti magassága 507 méter.
Az esővíz által táplált lápos mocsaras tavakat 1960 körül kezdték el üdülőhellyé alakítani. Az idők folyamán feltöltődőtt medreket kitisztították és egybenyitották. Az így keletkezett sekély tó átlagos mélysége 1 méter. A vízfelület rendberakása után megindult az idegenforgalmat kiszolgáló létesítmények építése is. Kiváló csónakázó- és horgászhely. Sajnos, a terület erős átépítése miatt a korábban itt honos életközösségek jelentős része sérült, vagy teljesen eltűnt a környékről.
2006 októberében téli-nyári bobpálya, 2014-től pedig Oxygen Adrenalin Park nyílt az egykori sástói kőbánya területén.

## A kilátó
Sástón található az egyik mátrai kilátó is, amit 1973-ban egy üzemképtelen fúrótoronyból alakítottak ki. (A Szeged melletti Algyőről szállították ide.) A torony 50 méter magas, kilengése nagy. A tetején és oldalán adó-vevő és adósugározó készülék van felszerelve. Mivel esős időben veszélyes, csúszós, a kilátó vihar idején nem látogatható.

## Galéria

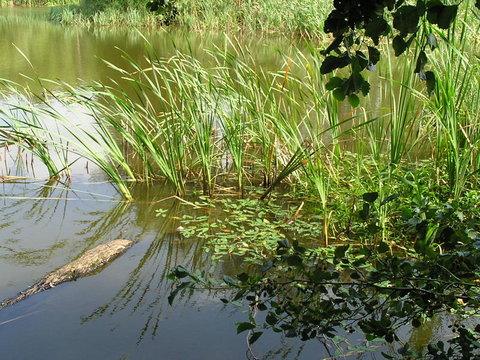
A tó látképe
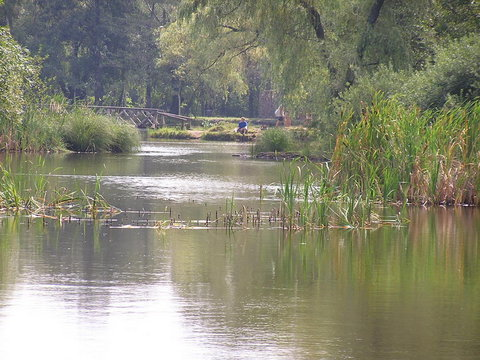
A tó látképe
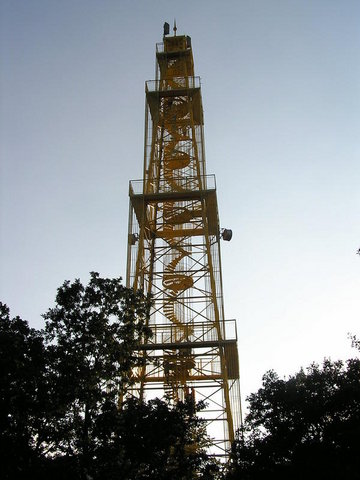
A sástói kilátó
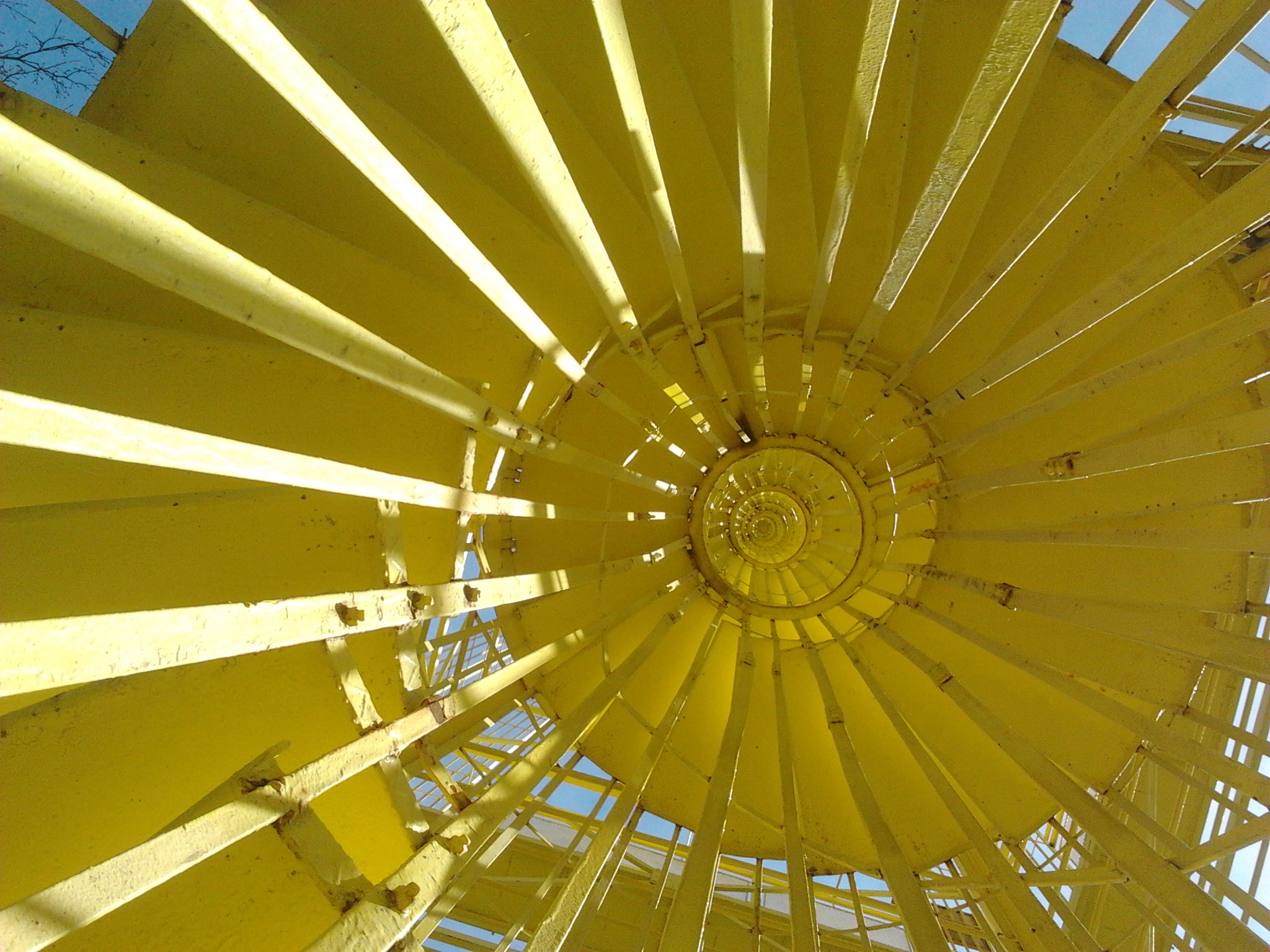
A Sástói kilátó alulnézetből
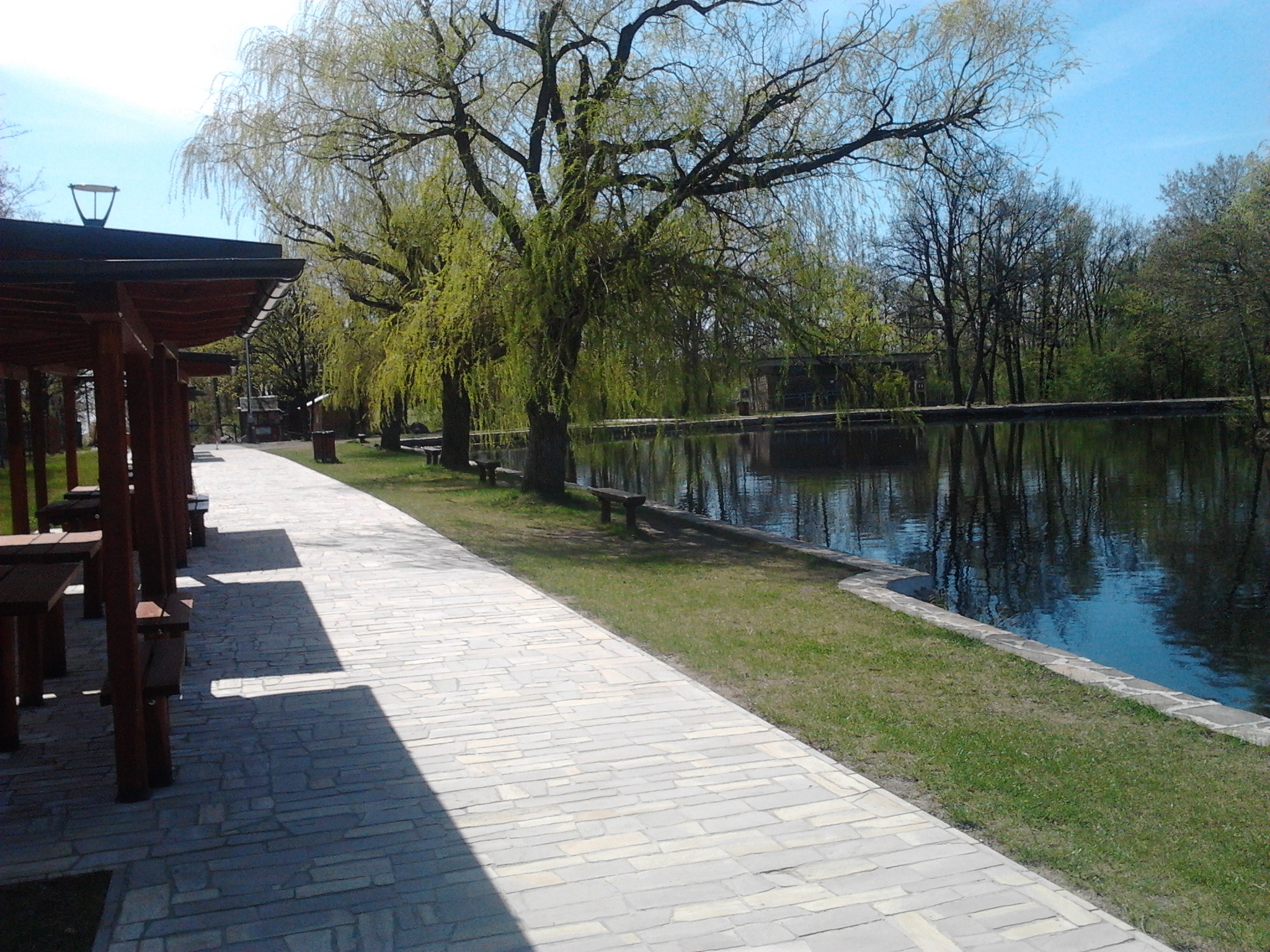
A felújított Sástói kemping
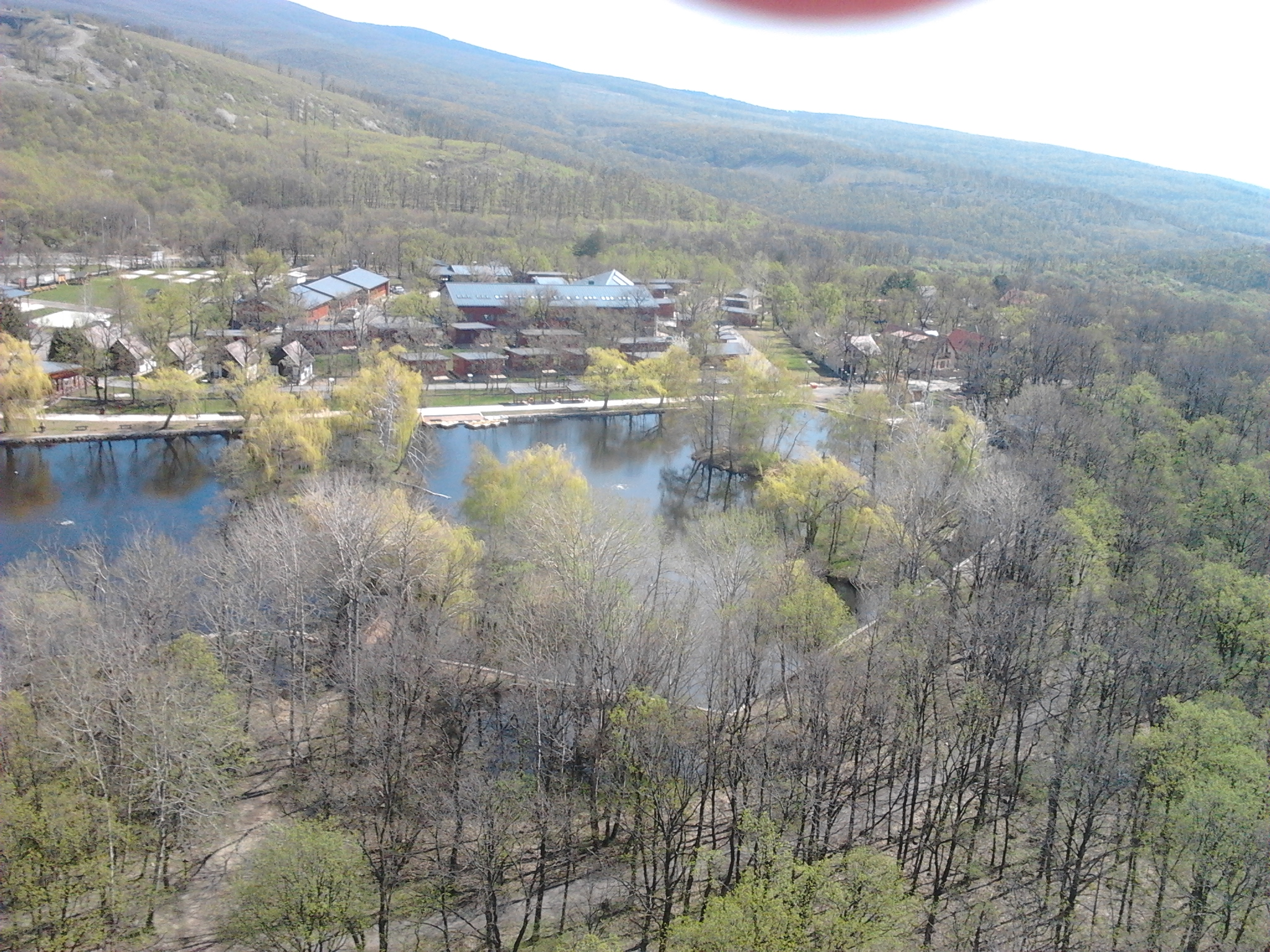
Kilátás a Sástóra
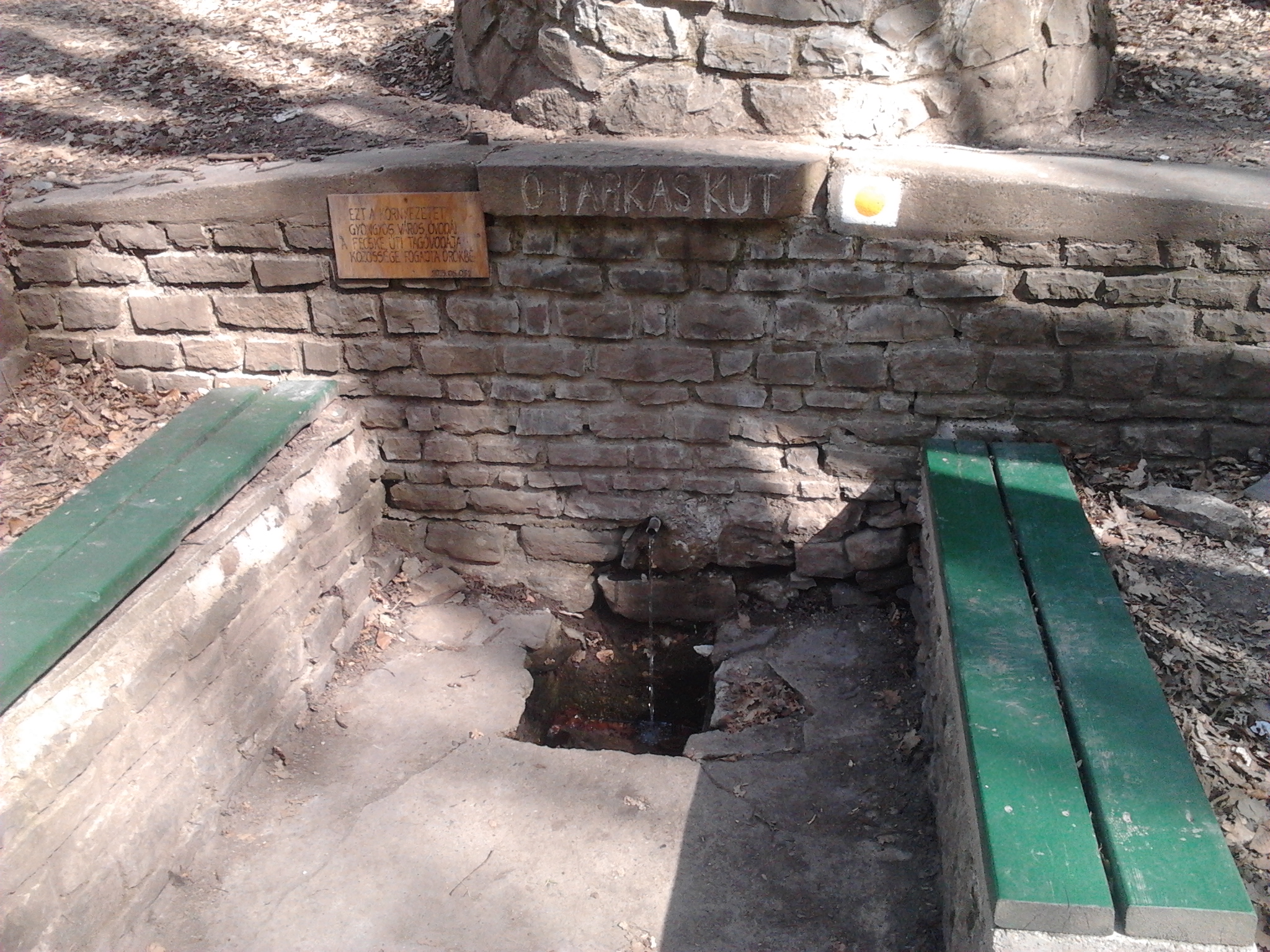
A Farkas-kút a tanösvény végén
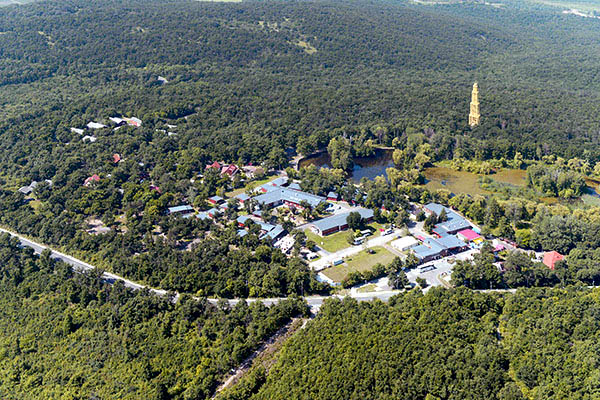
Légi fotó